# Jean-Vincent Scheil
Jean-Vincent Scheil (født 10. juni 1858 i Königsmachern i Lorraine, død 21. september 1940 i Paris) var en fransk orientalist og romersk-katolsk præst. 
Tidlig optaget af forasiatisk arkæologi blev han medlem af det franske arkæologiske institut i Kairo. Sammen med Jacques de Morgan ledede han de franske udgravninger i Susa i 1897 og følgende år. Blandt de mange vigtige fund, der blev gjort her, var det vigtigste Hammurabis lovsamling, hvilken Scheil har udgivet tillige med de andre nyfundne kileskrifttekster i den af Morgan redigerede beretning om ekspeditionen, La Délégation en Perse. Senere har han udgivet de assyriske lovtekster, Recueil de lois assyriennes (Paris 1921). Scheil var professor i assyriologi ved École des Hautes Études i Paris.